# Albatros C.VII
Die Albatros C.VII kam im Jahre 1916 als Aufklärungs- und Artilleriebeobachtungsflugzeug an die Front. Es sollte die Maschinen des Typs C.V ablösen, deren Produktion wegen fehlerhafter Triebwerke eingestellt werden musste.

## Technische Daten
| Kenngröße             | Daten                                                                                                   |
| --------------------- | --- |
| Besatzung             | 2 |
| Länge                 | 8,70 m                                                                                                  |
| Spannweite            | 12,78 m                                                                                                 |
| Höhe                  | 3,60 m                                                                                                  |
| Flügelfläche          | 43,40 m²                                                                                                |
| Leermasse             | 989 kg                                                                                                  |
| Zuladung              | 561 kg                                                                                                  |
| max. Startmasse       | 1550 kg                                                                                                 |
| Flächenbelastung      | 35,70 kg/m²                                                                                             |
| Leistungsbelastung    | 7,70 kg/PS                                                                                              |
| Triebwerk             | ein wassergekühlter Sechszylinder-Reihenmotor Benz Bz IV, 200 PS (147 kW)                               |
| Höchstgeschwindigkeit | 170 km/h                                                                                                |
| Steigleistung         | 3,2 m/s                                                                                                 |
| Dienstgipfelhöhe      | 5000 m                                                                                                  |
| max. Reichweite       | 500 km                                                                                                  |
| Bewaffnung            | 2 MG 7,92 mm, eines starr nach vorn für den Piloten, eines beweglich für den Beobachter, leichte Bomben |